# Teramo Calcio 2001-2002

## Rosa
| N. |                   | Ruolo | Calciatore                  |
| -- | ----------------- | ----- | --------------------------- |
|    | Italia (bandiera) | P     | Severo De Felice            |
|    | Italia (bandiera) | P     | Cristian Di Giuseppe        |
|    | Italia (bandiera) | P     | Andrea Servili              |
|    | Italia (bandiera) | D     | Marco Arno                  |
|    | Italia (bandiera) | D     | Moris Carrozzieri           |
|    | Italia (bandiera) | D     | Massimo Castelli (Capitano) |
|    | Italia (bandiera) | D     | Emiliano Conti              |
|    | Italia (bandiera) | D     | Mauro Facci                 |
|    | Italia (bandiera) | D     | Riccardo Fimognari          |
|    | Italia (bandiera) | D     | Cristiano Gagliarducci      |
|    | Italia (bandiera) | D     | Luca Pelusi                 |
|    | Italia (bandiera) | D     | Christian Terlizzi          |
|    | Italia (bandiera) | D     | Massimiliano Zazzetta       |
|    | Italia (bandiera) | C     | Stefano Bagalini            |
|    | Italia (bandiera) | C     | Mattia Biso                 |
|    | Italia (bandiera) | C     | Stefano Cognata             |

| N. |                           | Ruolo | Calciatore             |
| -- | ------------------------- | ----- | ---------------------- |
|    | Italia (bandiera)         | C     | Gabriele Davanzante    |
|    | Italia (bandiera)         | C     | Gianluca De Angelis    |
|    | Italia (bandiera)         | C     | Davide Faieta          |
|    | Italia (bandiera)         | C     | Charles Ferretti       |
|    | Italia (bandiera)         | C     | Francesco Esposito     |
|    | Italia (bandiera)         | C     | Giordano Pellanera     |
|    | Italia (bandiera)         | C     | Manuel Pierleoni       |
|    | Italia (bandiera)         | C     | Pierpaolo Tomassini    |
|    | Italia (bandiera)         | A     | Diego Albano           |
|    | Uruguay (bandiera)        | A     | Josè Bernardo Di Conza |
|    | Costa d'Avorio (bandiera) | A     | Kouadio Aubin Koffi    |
|    | Italia (bandiera)         | A     | Fabio Lorieri          |
|    | Italia (bandiera)         | A     | Gianni Margheriti      |
|    | Albania (bandiera)        | A     | Florian Myrtaj         |
|    | Italia (bandiera)         | A     | Roberto Pasca          |
|    | Italia (bandiera)         | A     | Claudio Turchetti      |

## Competizioni

### Serie C2

#### Girone di andata
| Arbitro: | Giordano |

|          |           |            |
| Sergi 2’ | Marcatori | 20’ Myrtaj |

| Arbitro: | Santoro |

|                               |           |             |
| Myrtaj 38’ 85’ Margheriti 80’ | Marcatori | 78’ Lazzaro |

| Arbitro: | Mazzoleni |

|           |           |                     |
| Zalla 81’ | Marcatori | 90’ (rig.) Bagalini |

| Arbitro: | Di Renzo |

|                                 |           |  |
| Myrtaj 4’ (rig.) Margheriti 71’ | Marcatori |  |

| Fiorenzuola d'Arda 30 settembre 2001, ore 15:00 CEST 5ª giornata | Fiorenzuola | 0 – 0 | Teramo | Stadio Comunale di Fiorenzuola d'Arda\| Arbitro: \| Di Renzo \| |
| Arbitro:                                                         | Di Renzo    |       |        |                                                                 |

| Arbitro: | Gava |

|                                                          |           |             |
| Myrtaj 21’ (rig.) Margheriti 25’ Facci 66’ Tomassini 75’ | Marcatori | 13’ Cantoni |

| Arbitro: | Stefanini |

|  |           |            |
|  | Marcatori | 88’ Faieta |

| Arbitro: | Landolfo |

|                                 |           |                    |
| Myrtaj 16’ 73’ Bagalini 24’ 30’ | Marcatori | 8’ Mirri 70’ Melli |

| Arbitro: | Landolfo |

|  |           |                               |
|  | Marcatori | 27’ De Angelis 67’ Margheriti |

| Arbitro: | Banti |

|                                                |           |           |
| Myrtaj 20’ 90+1’ De Angelis 59’ Margheriti 85’ | Marcatori | 5’ Lauria |

| Arbitro: | Marchesi |

|                                     |           |            |
| Nonis 31’ Errani 45+2’ Floccari 78’ | Marcatori | 10’ Myrtaj |

| Arbitro: | Rubino |

|                        |           |             |
| Lorieri 18’ Myrtaj 36’ | Marcatori | 47’ Pedotti |

| Arbitro: | Tonolini |

|                             |           |                            |
| Trotta 35’ Facci 37’ (aut.) | Marcatori | 42’ (rig.) Myrtaj 70’ Arno |

| Gubbio 2 dicembre 2001, ore 15:00 CEST 14ª giornata | Gubbio  | 0 – 0 | Teramo | Stadio Pietro Barbetti\| Arbitro: \| Ferraro \| |
| Arbitro:                                            | Ferraro |       |        |                                                 |

| Teramo 9 dicembre 2001, ore 15:00 CEST 15ª giornata | Teramo    | 0 – 0 | Imolese | Stadio comunale di Teramo\| Arbitro: \| Mazzoleni \| |
| Arbitro:                                            | Mazzoleni |       |         |                                                      |

| Arbitro: | Squillace |

|            |           |           |
| Micchi 32’ | Marcatori | 3’ Faieta |

| Arbitro: | Squillace |

|                           |           |               |
| Myrtaj 37’ (rig.) 73’ 80’ | Marcatori | 46’ Mantovani |

#### Girone di ritorno
| Arbitro: | Bergonzi |

|                               |           |                |
| De Angelis 11’ Myrtaj 52’ 59’ | Marcatori | 22’ Pellegrini |

| Arbitro: | Belloli |

|            |           |  |
| Caruso 11’ | Marcatori |  |

| Arbitro: | Rubino |

|            |           |  |
| Myrtaj 27’ | Marcatori |  |

| Arbitro: | D'Aguanno |

|  |           |            |
|  | Marcatori | 55’ Myrtaj |

| Teramo 4 febbraio 2002, ore 15:00 CEST 22ª giornata              | Teramo    | 1 – 1             | Fiorenzuola | Stadio comunale di Teramo |
| \| \| \| \| \| Terlizzi 25’ \| Marcatori \| 80’ (aut.) Albano \| |           |                   |             |                           |
|                                                                  |           |                   |             |                           |
| Terlizzi 25’                                                     | Marcatori | 80’ (aut.) Albano |             |                           |

| Arbitro: | Giancaleone |

|                 |           |            |
| Arno 12’ (aut.) | Marcatori | 30’ Myrtaj |

| Arbitro: | Rocchi |

|                      |           |  |
| Pasca 16’ Faieta 72’ | Marcatori |  |

| Arbitro: | Vicinanza |

|           |           |                                                      |
| Rossi 23’ | Marcatori | 19’ Margheriti 28’ Carrozzieri 36’ Faieta 38’ Myrtaj |

| Arbitro: | Pantana |

|                                 |           |                |
| De Angelis 39’ Margheriti 90+3’ | Marcatori | 90+5’ Andreini |

| Arbitro: | Pantana |

|  |           |                |
|  | Marcatori | 77’ De Angelis |

| Arbitro: | Celi |

|          |           |  |
| Pasca 8’ | Marcatori |  |

| Arbitro: | Vicinanza |

|                                        |           |                          |
| Bizzarri 11’ (rig.) 71’ 78’ Miftah 89’ | Marcatori | 2’ Faieta 28’ De Angelis |

| Arbitro: | Squillace |

|                  |           |               |
| Myrtaj 30’ 90+1’ | Marcatori | 15’ Spagnolli |

| Arbitro: | Lambertini |

|                                |           |  |
| Carrozzieri 10’ De Angelis 30’ | Marcatori |  |

| Arbitro: | De Marco |

|              |           |                              |
| Perenzin 10’ | Marcatori | 27’ (rig.) 78’ (rig.) Myrtaj |

| Arbitro: | Giachero |

|  |           |            |
|  | Marcatori | 90’ Luconi |

| Trento 5 maggio 2002, ore 15:00 CEST 34ª giornata      | Trento    | 1 – 1      | Teramo | Stadio Briamasco |
| \| \| \| \| \| Calin 10’ \| Marcatori \| 20’ Albano \| |           |            |        |                  |
|                                                        |           |            |        |                  |
| Calin 10’                                              | Marcatori | 20’ Albano |        |                  |

### Coppa Italia Serie C
| Arbitro: | Poggi |

|                        |           |                       |
| Mancini 14’ Lucidi 24’ | Marcatori | 47’ (rig.) Margheriti |

| Arbitro: | Cenni |

|                |           |              |
| Margheriti 49’ | Marcatori | 74’ Spinelli |

| Arbitro: | Liberti |

|                                       |           |  |
| Langella 22’ Udassi 40’ Amoruso 90+3’ | Marcatori |  |

| Arbitro: | Rubino |

|                                        |           |                                     |
| Bagalini 63’ Esposito 73’ Di Conza 90’ | Marcatori | 12’ Rondina 29’ Micco 87’ Battaglia |

## Statistiche

### Marcatori (campionato)
25 gol
- Florian Myrtaj

7 gol
- Gianluca De Angelis
- Gianni Margheriti

5 gol
- Davide Faieta

3 gol
- Stefano Bagalini

2 gol
- Moris Carrozzieri
- Roberto Pasca

1 gol
- Diego Albano
- Marco Arno
- Mauro Facci
- Fabio Lorieri
- Christian Terlizzi
- Pierpaolo Tomassini